# Ole Olufsen
Ole Olufsen (født 24. januar 1865 i Bjødstrup, Bregnet Sogn på Djursland, død 13. december 1929 på Frederiksberg) var en dansk officer, geograf og opdagelsesrejsende. Han var far til Morten Olufsen.

## Karriere
Hans forældre var gårdejer Jens Olufsen (1815-1879, gift 1. gang 1851 med Ane Dorthea Sørensen, 1806-1863) og Kirsten Marie Sørensen (Fiig). Efter at have gennemgået realklasserne i Aarhus Latinskole trådte han ind i Hæren og udnævntes 1885 til sekondløjtnant, 1889 til premierløjtnant i Fodfolket. Han stod uden for nummer fra 1894 og trådte helt ud af hæren igen i 1907. Olufsen var sekretær ved Det Kongelige Danske Geografiske Selskab 1903-23, i hvilken stilling han ydede et betydeligt arbejde, blandt andet ved at udvide selskabets virksomhed, skaffe et bibliotek, læsesal med mere. Som led i stillingen var han også redaktør af Geografisk Tidsskrift.

## Rejser
Olufsens vigtigste virke bestod imidlertid i hans talrige rejser til, blandt andet til Centralasien. Allerede, mens han var i hæren, kastede han sig over geografiske studier, og hovedsagelig ved privat pengehjælp lykkedes det ham i 1896 at foretage en første undersøgelsesrejse til Pamir. Gennem Rusland og Turkestan nåede han Osch i provinsen Ferghana, hvorfra hans togt begyndte. I omkring 4 måneder færdedes han med udholdende dygtighed ad til dels lidet kendte veje langs bjergfloderne Pamir-darja og Pændsch, Amu-darjas hovedtilløb. På denne rejse, der blev gjort 1896-97, besøgte han således Øst-Pamir indtil Hindukush samt de beboede dale fra Vakhan til Vest-Turkestan. På den anden rejse, der fandt sted 1898-99, besøgte han væsentlig de samme egne.
Sit forskningsarbejde fortsatte han 1912 og 1914 med rejser til Saharas nordrand og Tunesien som 1922-23 efterfulgtes af en større ekspedition til det centrale Sahara. 1924 besøgte han atter Nordafrika (Tunesien og Marokko). Han foretog 1927 sin sidste større rejse til Fransk Sudan i det nuværende Vestafrika og det sydlige Sahara. Resultaterne fra disse rejser blev nedlagt i flere bøger og i adskillige artikler i Geografisk Tidsskrift og i udenlandske geografiske tidsskrifter. En anden og i dag uvurderlig betydning ved Olufsens rejser var, at han fra Centralasien hjembragte betydelige samlinger af etnografiske genstande til danske museer.
Fra 1925 fokuserede Olufsen på praktisk virksomhed, idet han dette år dannede handelsselskabet Compagnie l'Afrique du Nord Française.
Olufsens sidste ekspedition tog ham ned af Nigerfloden på båden Antilopen sammen med botanikeren Olaf Hagerup og dyrekonservatoren Harry Madsen. Ekspeditionen var en succes og der blev samlet ind til både Zoologisk Museum, Botanisk Museum og Nationalmuseets Etnografiske Samling. Olufsens fokus på denne sidste ekspedition var Tuaregerne også kaldet de Blå Mænd på grund af at de var iklædt indigofarvet klæde. Ifølge Olufsen selv var han den i verden vidste mest om dette nomadiske folk i Sahara og han kunne da også bevise på ekspeditionen af Tuareger tidligere havde været sydligere for Nigerflodens krumning end man tidligere havde troet.
Olufsen blev syg på ekspeditionen og måtte delvist afbryde sit arbejde. Efter hjemkomsten til Danmark skrev han den populærvidenskabelige bog "hvor Nigeren Vander" og holdt foredrag i det Kgl. Danske Geografiske Selskab men desværre genvandt han aldrig kræfterne og døde efter længere tids rekonvalescens i 1929.

## Faglige tillidsposter og hæder
Olufsen blev Ridder af Dannebrog 1898 og var dekoreret med flere udenlandske ordener. I 1909 blev Olufsen udnævnt til titulær professor ved Københavns Universitet.
Han var korresponderende medlem af:
- Gesellschaft für Erdkunde i Berlin (fra 1905)
- Sällskapet för antropologi och geografi i Stockholm (fra 1920)
- La Société de Geographie i Paris (fra 1922, modtog samme selskabs guldmedalje 1924)
- Reale Società Geografica Italiana i Rom

Desuden:
- Medlem af Société des sciences coloniales i Paris (fra 1923)
- Æresmedlem af La Société de Geographie i Marseille (1923)
- Guldmedalje fra La société royale de Geographie i Antwerpen (1923)
- Edouard Gaudy-medaljen fra La Société de Géographie Commerciale i Paris
- Æresmedlem af The League of Nations Union i London
- Bestyrelsesmedlem i Professor H.P. Stensbyes Mindelegat
- Bestyrelsesmedlem i Nordisk Selskab for en biologisk Station i Troperne
- Bestyrelsesmedlem i Sønderjydsk Forening for København og Omegn (fra 1909)
- Bestyrelsesmedlem i De sønderjydske Foreningers overbestyrelse (1911-20)
- Bestyrelsesmedlem i Dansk Verdenssamfund (fra 1910)
- Medlem af repræsentantskabet i Reassuranceselskabet Dansk Veritas (fra 1917, bestyrelsesmedlem fra 1922)

Det var på hans forslag, at der ved geografkongressen i Rom 1908 blev oprettet en verdensunion af geografiske selskaber. Han stiftede 1926 en dansk afdeling af det franske Société de Géographie Commerciale.
Han er begravet i Helsingør.

## Forfatterskab
- Ole Olufsen: "Meteorological Observations from Pamir 1898—99" (København 1903),
- Ole Olufsen: "Old and new Architecture in Khiva, Bokhara and Turkestan" (København 1904),
- Ole Olufsen: "Gennem Pamir" (1906)
- Ole Olufsen: "Sahara" (H. Hagerups Forlag, København 1915)
- O. Olufsen: "Yellowstone Nationalpark" (Udvalget for Folkeoplysnings Fremme. København 1916)
- O. Olufsen: "Hos Ørkenens Sønner. Olufs ens Sahara-Ekspedition 1922-23" (H. Hagerup, København 1924)

### På internettet
- O. Olufsen: "Den danske Pamir-Expedition" (Geografisk Tidsskrift, Bind 14; 1897)
- O. Olufsen: "Den anden danske Pamir-Expedition" (Geografisk Tidsskrift, Bind 15; 1899)
- O. Olufsen: "Den anden danske Pamir-Expedition. Foreløbig Beretning om nogle Arbejder foretagne i Alitschurpamir" (Geografisk Tidsskrift, Bind 15; 1899)
- O. Olufsen: "Den anden danske Pamirexpeditions Vinterstation 1898—99" (Geografisk Tidsskrift, Bind 15; 1899)
- O. Olufsen: "Den anden danske Pamirexpedition" (Geografisk Tidsskrift, Bind 16; 1901)
- O. Olufsen: "Den anden danske Pamirexpedition 1898—99. Rejse i Garan" (Geografisk Tidsskrift, Bind 16; 1901)
- O. Olufsen: "Sommeren i Centralasien fra Kaspihavet til Ferghanas Østgrænse" (Geografisk Tidsskrift, Bind 16; 1901)
- O. Olufsen: "Beboelser og Beboelsesforhold i Bokhara, Khiva og Turkestan" (Geografisk Tidsskrift, Bind 17; 1903)
- O. Olufsen: "Muhamedanske Gravminder i Transkaspien, Khiva, Bokhara, Turkestan og Pamir, I" (Geografisk Tidsskrift, Bind 17; 1903)
- O. Olufsen: "Muhamedanske Gravminder i Transkaspien, Khiva, Bokhara, Turkestan og Pamir, II" (Geografisk Tidsskrift, Bind 17; 1903)
- O. Olufsen: "Centralasiens Moskeer, Medresseer og deres Gejstlighed" (Geografisk Tidsskrift, Bind 17; 1903)
- O. Olufsen: "Pamir. Alaisteppen, den afløbsløse Se Kara Kul i det «de Ørken-Pamir og Ruten over Bjærgene mod Syd til Murghabfloden" (Geografisk Tidsskrift, Bind 17; 1903)
- O. Olufsen: "Tibet og Spørgsmaalet Lhasa" (Geografisk Tidsskrift, Bind 17; 1903)
- Ole Olufsen: "Through the Pamir (Vakhan and Garan)" (London 1904)
- O. Olufsen: "Tibet" (Geografisk Tidsskrift, Bind 18; 1905)
- Ole Olufsen: "A Vocabulary of the Dialect of Bokhara" (København 1905)
- O. Olufsen (anmeldelse af: Western Tibet and the british Borderland; London 1906, i: Geografisk Tidsskrift, Bind 18; 1905)
- O. Olufsen: "Tsad-Søen" (Geografisk Tidsskrift, Bind 18; 1905)
- O. Olufsen: "Oasen Merv" (Geografisk Tidsskrift, Bind 18; 1905)
- O. Olufsen: "Seistan" (Geografisk Tidsskrift, Bind 18; 1905)
- O. Olufsen: "Gennem Transkaspiens Stepper og Ørkener" (Geografisk Tidsskrift, Bind 18; 1905)
- O. Olufsen: "Pamir. Rejse igennem Roshan, Darvas og Karategin" (Geografisk Tidsskrift, Bind 18; 1905)
- O. Olufsen: "Pamir. Rejse igennem Roshan, Darvas og Karategin" (fortsat) (Geografisk Tidsskrift, Bind 18; 1905)
- Ole Olufsen: "Indtryk fra mine Rejser i Terekdistriktet og Nord-Kaukasus. Kosakkernes, Kabardinernes og Osseternes Land" (Geografisk Tidsskrift, Bind 19; 1907)
- Ole Olufsen: "Indtryk fra mine Rejser i Terekdistriktet og Nord-Kaukasus. II. En Udflugt til Osseternes Land" (Geografisk Tidsskrift, Bind 19; 1907)
- Ole Olufsen: "Samfærdsels- og Transportmidler i Indre-Asien" (Geografisk Tidsskrift, Bind 19; 1907)
- Ole Olufsen: "Det kongelige danske geografiske Selskabs Bibliotek og Læsestue" (Geografisk Tidsskrift, Bind 19; 1907)
- Ole Olufsen: "Sovesygen i Afrika" (Geografisk Tidsskrift, Bind 21; 1911)
- Ole Olufsen: "Tripolitanien. (Tripolis.)" (Geografisk Tidsskrift, Bind 21; 1911)
- Ole Olufsen: "The Emir of Bokhara and his Country" (København 1911).[2]
- Ole Olufsen: "Tunisiske Landskaber og deres Økonomi under det franske Herredømme" (Geografisk Tidsskrift, Bind 22; 1913)
- Ole Olufsen: "Den transkontinentale Ekskursion 1912 igennem De Forenede Stater i Nordamerika" (Geografisk Tidsskrift, Bind 22; 1913)
- Ole Olufsen: "Den transkontinentale Ekskursion 1912 igennem De Forenede Stater i Nordamerika" (Geografisk Tidsskrift, Bind 22; 1913)
- Ole Olufsen: "Afghanistan" (Geografisk Tidsskrift, Bind 23; 1915)
- Ole Olufsen: "Sand-Ørkenen Store el Erg i Sahara" (Geografisk Tidsskrift, Bind 23; 1915)
- Ole Olufsen: "Muhammedanske Grave og Gravminder i Sahara og Tunisien" (Geografisk Tidsskrift, Bind 23; 1915)
- Ole Olufsen: "Muhammedanske Grave og Gravminder i Sahara og Tunisien" (Geografisk Tidsskrift, Bind 23; 1915)
- Ole Olufsen: "Sir Clements Markham" (Geografisk Tidsskrift, Bind 23; 1915)
- Ole Olufsen: "Lidt om Syd-Arabien" (Geografisk Tidsskrift, Bind 25; 1919)
- Ole Olufsen: "Russisk Turkestan (Vest-Turkestan)" (Geografisk Tidsskrift, Bind 24; 1918)
- Ole Olufsen: "Russisk Turkestan" (Geografisk Tidsskrift, Bind 24; 1918)
- Ole Olufsen: "Centralasiens Jærnbaner" (Geografisk Tidsskrift, Bind 24; 1918)
- Ole Olufsen: "Hvad producerer Persien?" (Geografisk Tidsskrift, Bind 24; 1918)
- Ole Olufsen: "Amu Darja og Usboi" (Geografisk Tidsskrift, Bind 25; 1919)
- Ole Olufsen: "Marokko" (Geografisk Tidsskrift, Bind 25; 1919)
- Ole Olufsen: "Prinse-Øerne" (Geografisk Tidsskrift, Bind 25; 1919)
- Ole Olufsen: "Persiske Byer. (Det engelske Asien)" (Geografisk Tidsskrift, Bind 25; 1919)
- Ole Olufsen: "Mindre Meddelelser" (Geografisk Tidsskrift, Bind 25; 1919) (om Venezuela)
- Ole Olufsen: "Sir Ernest Shackleton" (Geografisk Tidsskrift, Bind 26; 1921)
- Ole Olufsen: "M. Alfred Grandidier" (Geografisk Tidsskrift, Bind 26; 1921)
- Ole Olufsen: "Julius von Hann. Død den 1. Oktober 1921" (Geografisk Tidsskrift, Bind 26; 1921)
- Ole Olufsen: "O. Olufsens Sahara Ekspedition 1922-23"(Geografisk Tidsskrift, Bind 26; 1921)
- Ole Olufsen: "O. Olufsens Sahara Ekspedition 1922-23" (Geografisk Tidsskrift, Bind 27; 1924)
- Ole Olufsen: "Det kongelige danske geografiske Selskab 1903-1923" (Geografisk Tidsskrift, Bind 27; 1924)